# Seiji Ogawa
Seiji Ogawa (japanska: 小川誠二?, Ogawa Seiji), född 19 januari 1934, är en japansk fysiker och kemist som forskar inom medicinsk avbildning.
Ogawa tog 1957 examen (motsvarande kandidatexamen) i tillämpad fysik vid Tokyos universitet och blev 1967 Ph.D. i kemi vid Stanford University. Efter att 1967–1968 ha varit postdoc vid Stanford, har han från 1968 varit verksam vid Bell Laboratories.
Ogawa var i slutet av 1970-talet en av pionjärerna i utvecklingen av kärnmagnetisk resonans (NMR) för in vivo-studier (senare ofta kallat in vivo-magnetresonansspektroskopi, MRS). Från slutet av 1980-talet var han verksam inom MRS och magnetresonansavbildning (MRI) av hjärnan, vilket ledde till att området funktionell magnetresonansavbildning (fMRI) utvecklades.